# O・Z (企業)
OZ（オーゼット OZ S.p.A. ）はイタリアの自動車部品メーカーである。主に"O・Z Racing"のブランドで、アルミホイールを製造・販売している。

## 概要
1971年、オーゼットは自動車用アルミホイールを製造する会社として、シルヴァーノ・オゼッラドーレ (Silvano Oselladore) とピエトロ・ゼン (Pietro Zen) がヴェネト州ヴィチェンツァ県ロッサーノ・ヴェーネトで創業したのが始まりで、それぞれの姓の頭文字からO・Zとした。最初の製品はミニ・クーパー用のアルミホイールであった。
1978年にはイスナルド・カルタの支援を受け株式会社としてのO・Zが設立された。
1984年にクラウディオ・ベルノーニ率いる「O・Z Racing」をレース部門として立ち上げ、1985年にアルファ・ロメオ・ユーロレーシングへフォーミュラ1用ホイールを提供したのを皮切りに、フォーミュラ1や世界ラリー選手権などの世界最高峰のモータースポーツにホイールを供給し続けている。また、同じくイタリアにある自動車部品サプライヤーのスパルコとコラボレーションして同ブランド名義のホイールを販売しているほか、AMGやハルトゲ、ACシュニッツァーなどへも製品のOEM提供を行っている。
1992年に現在も拠点としているパドヴァ県サン・マルティーノ・ディ・ルーパリへ移転した。
1999年にはアプリリア向けの純正ホイールの提供を開始した。

## 生産拠点
- イタリア パドヴァ

## 主なレースホイールの供給先
※データは2018年現在
- フォーミュラ1 (F1)
  - メルセデス
  - フェラーリ
  - レッドブル
  - ルノー
  - ザウバー
  - ハース
- 世界ラリー選手権 (WRC)
  - Mスポーツ
  - シトロエン
  - トヨタ
  - ヒュンダイ
- インディカーレース　約90%のシェア
- フォーミュラE　トップシェア

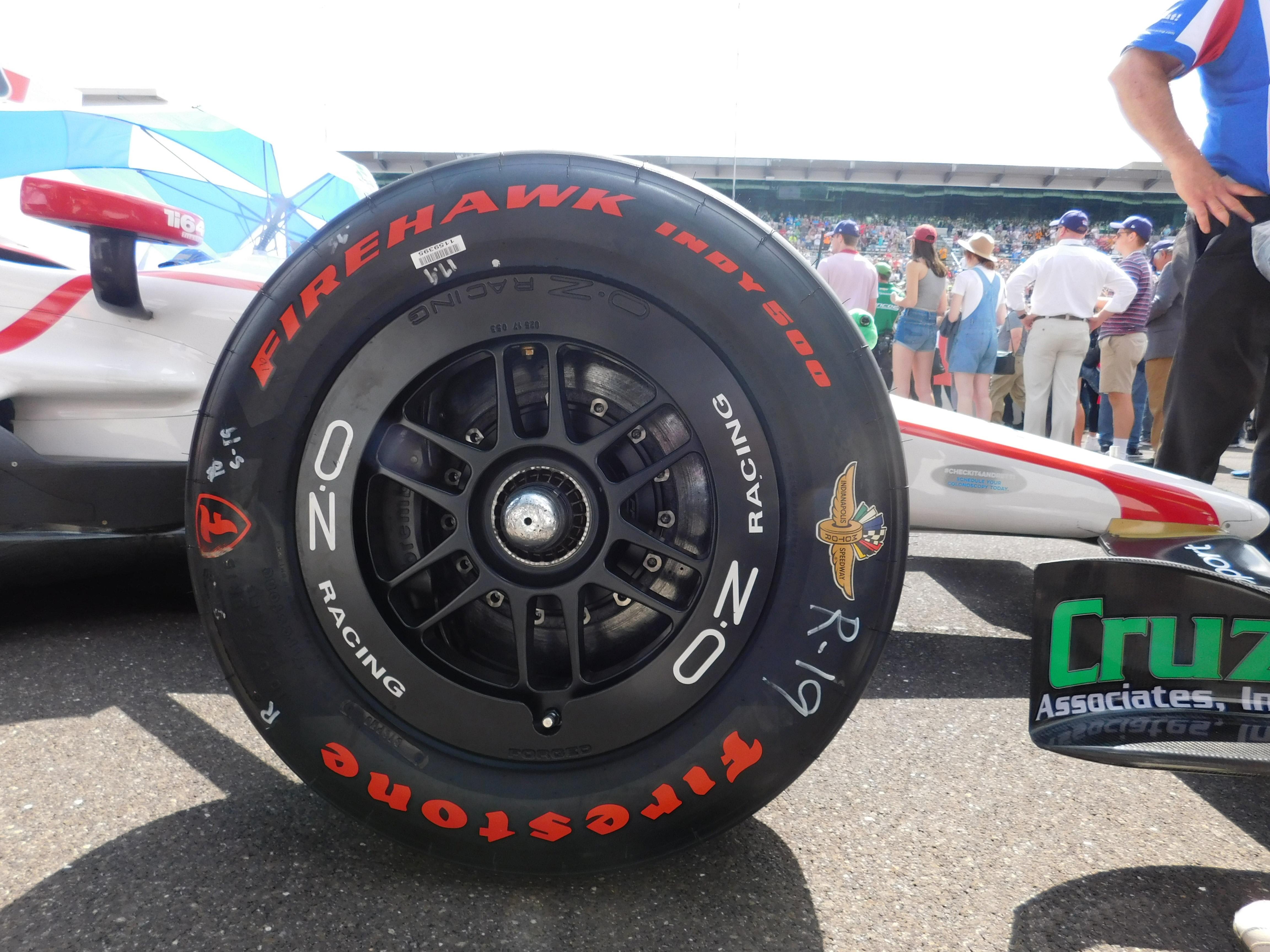
インディカーシリーズのOZホイール

- ル・マン24時間レース　LMP2など多くの車輌へ供給　※過去にはアウディスポーツへ供給
- ダカール・ラリー
- フォーミュラ2 (F2)
- Moto GP
  - レプソル・ホンダ